# Johnny Colt
Johnny Colt (Charles Brandt; 1 de mayo de 1966 en Carolina del Norte) es un bajista estadounidense, popular por su trabajo con las bandas Black Crowes, Lynyrd Skynyrd y Train. Después de abandonar Black Crowes, formó la banda Brand New Immortals junto al guitarrista David Ryan Harris y el baterista Kenny Cresswell. Con Train tocó de 2003 a 2006. En el 2012 se unió a la banda Lynyrd Skynyrd.

## Discografía

### Black Crowes
- Shake Your Money Maker
- The Southern Harmony and Musical Companion
- Amorica
- Three Snakes and One Charm

### Brand New Immortals
- Tragic Show'

### Train
- Alive at Last
- For Me, It's You